# Hestholmen
Ne doit pas être confondu avec Hestholmen (Lindås).
Hestholmen est une île dans le landskap Sunnhordland du comté de Vestland. Elle appartient administrativement à Øygarden.

## Géographie
Rocheuse et désertique à l'exception d'une légère végétation en son centre, elle s'étend sur environ 251 m de longueur pour une largeur approximative de 194 m. 